# Aurélie Kamga
Pour les articles homonymes, voir Kamga.
Aurélie Kamga (née le 11 août 1985) est une athlète française spécialiste du sprint. 

## Palmarès
| Date | Compétition                   | Lieu     | Résultat | Épreuve   | Temps         |
| ---- | ----------------------------- | -------- | -------- | --------- | ------------- |
| 2003 | Championnats d'Europe juniors | Tampere  | 8e       | 200 m     | 24 s 08       |
| 2003 | Championnats d'Europe juniors | Tampere  | 1re      | 4 x 100 m | 44 s 60       |
| 2004 | Championnats du monde juniors | Grosseto | 8e       | 200 m     | 24 s 17       |
| 2004 | Championnats du monde juniors | Grosseto | 3e       | 4 x 100 m | 43 s 68       |
| 2005 | Championnats d'Europe espoirs | Erfurt   | 1re      | 4 x 100 m | 44 s 22       |
| 2005 | Jeux de la Francophonie       | Niamey   | 2e       | 200 m     | 23 s 72       |
| 2005 | Jeux de la Francophonie       | Niamey   | 1re      | 4 x 100 m | 44 s 61       |
| 2005 | Jeux de la Francophonie       | Niamey   | 1re      | 4 x 400 m | 3 min 37 s 91 |
| 2009 | Jeux méditerranéens           | Pescara  | 3e       | 400 m     | 53 s 26       |
| 2009 | Championnats du monde         | Berlin   | 6e       | 4 x 400 m | 3 min 30 s 16 |

### Records
| Épreuve    | Performance | Lieu     | Date            |
| ---------- | ----------- | -------- | --------------- |
| 100 mètres | 11 s 57     | Niort    | 23 juillet 2004 |
| 200 mètres | 23 s 37     | Grosseto | 15 juillet 2004 |